# Deanne Almeida
Deanne Silva de Almeida (Belo Horizonte, 12 de agosto de 1981) é uma judoca paralímpica brasileira.
Teve a visão afetada pela síndrome de Stevens-Johnson e começou a praticar judô a convite de uma amiga. Conquistou a medalha de prata nos Jogos de em Pequim de 2008, sua estréia paralímpica. Participou também dos Jogos de Londres de 2012 e dos Jogos do Rio de 2016.
Em jogos nacionais, conquistou em 2023 seu 15º título do Grand Prix de Judô paralímpico